# Platypalpus malagonensis
Platypalpus malagonensis är en tvåvingeart som beskrevs av Patrick Grootaert och Chvala 1992. Platypalpus malagonensis ingår i släktet Platypalpus och familjen puckeldansflugor.
Artens utbredningsområde är Spanien. Inga underarter finns listade i Catalogue of Life.